# Kersikan (Bangil)
Kersikan is een bestuurslaag in het regentschap Pasuruan van de provincie Oost-Java, Indonesië. Kersikan telt 5842 inwoners (volkstelling 2010).